# Institut de recherche sur les écosystèmes forestiers
 (octobre 2013).
L'Institut de recherche sur les écosystèmes forestiers (IFER) est une organisation de recherche indépendante et privée. IFER est basé en République tchèque, près de Prague dans une petite ville de Jilové. 
Ses principaux domaines de recherche sont les  réserves biologiques, l'évaluation de la santé des forêts, l'aménagement forestier basés sur l'inventaire forestier, le suivi des stocks de carbone, les inventaires des émissions, etc.
IFER développe un système informatique d’aide à la collecte des données, nommé Field-Map. Cette solution combine un logiciel spécialisé avec un équipement électronique pour la cartographie et les mesures dendrométriques.